# Redkino

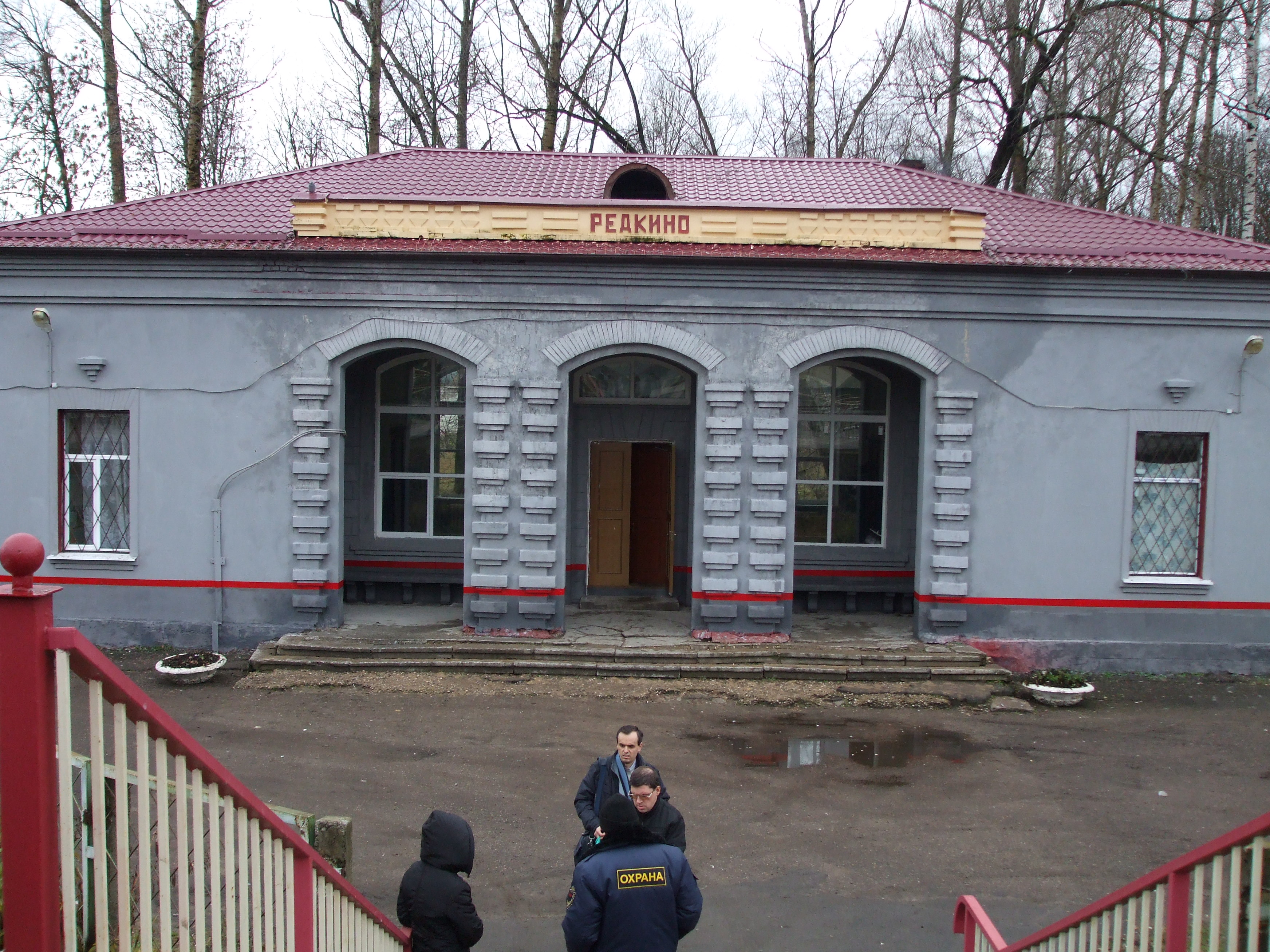
Järnvägsstationen i Redkino.

Redkino (ryska:Редкино) är en ort i Tver oblast i Ryssland. Den ligger 130 km nordväst om Moskva och hade 11 455 invånare i början av 2015.